# Baronía de Viver
La Baronía de Viver es un título nobiliario español creado el 16 de octubre de 1901 por el rey Alfonso XIII a favor de Darío Rumeu y Torréns, a quien se concedió la Grandeza de España.
Se le concedió la Grandeza de España el 16 de diciembre de 1929 siendo segundo barón de Viver Darío Rumeu y Freixa, por su labor en la Exposición Universal de Barcelona de 1929. Fue la última persona en moverse habitualmente un coche de caballos (un cupé), tirado por un tronco de caballos húngaros.
Su denominación hace referencia a la antigua finca del Viver, ahora finca de recreo con unos grandes jardines, sita en el municipio de Argentona, y en la que está situada la antigua ermita de la Virgen del Viver, de la cual toma el nombre la finca, propiedad familiar de los barones de Viver.

## Barones de Viver
|                           | Titular                               | Periodo                   |
| Creación por Alfonso XIII | Creación por Alfonso XIII             | Creación por Alfonso XIII |
| ------------------------- | ------------------------------------- | ------------------------- |
| I                         | Darío Rumeu y Torréns                 | 1901-1901                 |
| II                        | Darío Rumeu y Freixa                  | 1901-1970                 |
| III                       | María de la Consolación Rumeu y Viura | 1971-2011                 |
| IV                        | María de los Dolores Rumeu y Viura    | 2012-2013                 |
| V                         | Darío Olaortúa y Rumeu                | 2013-actualidad           |

## Historia de los barones de Viver
- Darío Rumeu y Torréns (.-1901), I barón de Viver.

1. Casó con Dolores Freixa y Peyra. Le sucedió su hijo:

- Darío Rumeu y Freixa (1886-1970), II barón de Viver. Le sucedió:

- María de la Consolación Rumeu y Viura, III baronesa de Viver. Le sucede su hermana:

- María de los Dolores Rumeu y Viura (1914-2013), IV baronesa de Viver.

1. Casó con Joaquín Olaortúa Agudo. Le sucede su hijo:

- Darío Joaquín Olaortúa y Rumeu, V barón de Viver.